# Caterina Mirambell
Caterina Mirambell, con nombre de nacimiento Caterina Casals i Mirambell (Barcelona, 1 de enero de 1822 - Barcelona, 7 de enero de 1888), fue una actriz de teatro catalana.

## Biografía
Fue una de las actrices más brillantes del teatro catalán por su versatilidad en escena y por las interpretaciones en el papel de mujer rústica catalana. En 1845 actuó en el Teatro Nuevo, en la plaza Real, y en 1846 aparece en las listas del de la Santa Cruz (más adelante, Teatro Principal). El año 1849 formaba parte de la compañía de declamación del Gran Teatro del Liceo, donde había realizado los estudios. En noviembre, este teatro cierra temporalmente sus puertas y la compañía pasa al teatro Odeon. Allí trabajó bajo la dirección artística del actor Andreu Cazurro.
Reabierto el Liceo, aparece como actriz cómica en la temporada 1852-53. En 1856 trabaja en el Circo Barcelonés y, dos años más tarde, vuelve al Liceu donde forma parte por primera vez de una compañía íntegramente de actores catalanes, aunque con un repertorio mayoritariamente en castellano. El Circo Barcelonés la contrata para el «año cómico» 1857-58, y continúa en este espacio teatral hasta septiembre de 1870, momento en que se incorpora al Teatro Romea, bajo la dirección de León Fontova, y representa obras de Frederic Soler (Serafi Pitarra), Guimerà ... Entonces la compañía del  teatro Romea era contratada para representar obras en castellano y en catalán en otros teatros de la capital, por lo que aparece en el Liceo ( 71-72, 72-73 y 78-79), en el Olimpo (73-74) y el Circo Barcelonés (en mayo de 1874).
Durante el verano de 1874 actúa en el teatro Novedades en la compañía castellana de Teodora Lamadrid y Antonio Vico y Pintos, que representa en Barcelona los éxitos que han obtenido a lo largo del año en Madrid, y en la compañía catalana, compartiendo cartel, entre otros , con Carlota de Mena. Lo mismo sucede en el verano de 1883, cuando la compañía madrileña Valero-Vico viene a Barcelona a representar al  Novedades y acaba de completar su cuadro cómico con actores y actrices catalanes. El buen entendimiento con el Romea y con su público hace que continúe en este espacio teatral hasta el 7 de enero de 1888, cuando muere de un ataque de apoplejía.